# Совет по архитектуре Интернета
Совет по архитектуре Интернета (англ. Internet Architecture Board, англ. IAB) — группа технических советников ISOC, которая осуществляет:
- надзор за архитектурой Интернета, включая его протоколы и связанные с ними процедуры;
- надзор за созданием новых стандартов Интернета;
- редактирование и публикацию серии документов RFC;
- консультации руководства ISOC по техническим, архитектурным и процедурным вопросам, связанным с Интернетом и его технологиями.